# Ramalho Ortigão
José Duarte Ramalho Ortigão ComC (Porto, Santo Ildefonso, Casa de Germalde, 24 de Novembro de 1836 – Lisboa, Mercês, 27 de Setembro de 1915) foi um escritor português.

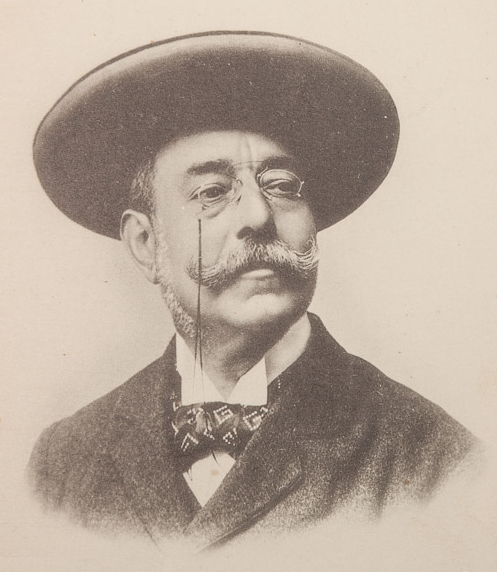
Ramalho em 1915

## Vida e Obra
José Duarte Ramalho Ortigão nasceu no Porto, na Casa de Germalde, freguesia de Santo Ildefonso. Era o mais velho de nove irmãos e irmãs, filhos e filhas do primeiro-tenente de artilharia Joaquim da Costa Ramalho Ortigão e de sua mulher Antónia Alves Duarte Silva.
Viveu a sua infância numa quinta do Porto com a avó materna, com a educação a cargo de um tio-avô e padrinho Frei José do Sacramento. Na Faculdade de Direito da Universidade de Coimbra, frequentou brevemente o curso de Direito. Ensinou francês e dirigiu o Colégio da Lapa no Porto, do qual seu pai havia sido diretor.

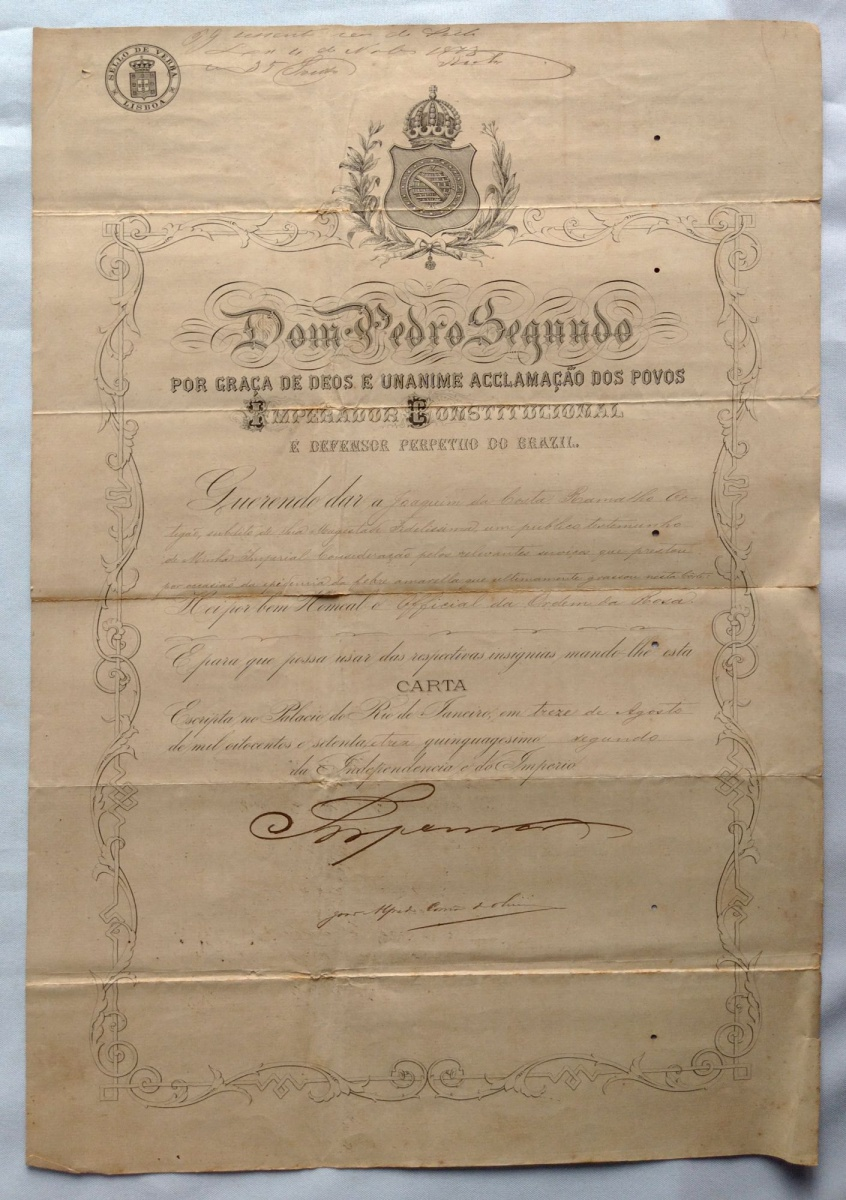
Homenagem prestada pelo imperador Pedro II do Brasil.

Iniciou-se no jornalismo colaborando no Jornal do Porto e no jornal de cariz monárquico O Correio: Semanário Monárquico (1912–1913). Também foi colaborador em diversas publicações periódicas, em alguns casos postumamente, entre as quais se destaca: Acção realista (1924–1926); O António Maria (1879–1885; 1891–1898); Branco e Negro (1896–1898); Brasil-Portugal (1899–1914); Contemporânea (1915–1926); A Esperança (1865–1866; Galeria republicana (1882–1883); Gazeta Literária do Porto (1868), Ideia Nacional (1915), Lisboa creche: jornal miniatura (1884), A Imprensa (1885–1891); O Occidente (1878–1909); Renascença (1878–1879?); Revista de Estudos Livres (1883–1886), A semana de Lisboa (1893–1895); A Arte Portuguesa (1895); Tiro e Sport (1904–1913); Serões (1901–1911); O Thalassa: semanario humoristico e de caricaturas (1913–1915) e, a título póstumo, no periódico O Azeitonense (1919–1920).
Em 24 de outubro de 1859 casou na igreja paroquial da freguesia de Paranhos com D.ª Emília Isaura Vilaça d'Araújo Veiga, de quem veio a ter três filhos: Vasco, Berta e Maria Feliciana.
Ainda no Porto, envolveu-se na Questão Coimbrã com o folheto "Literatura de hoje", acabando por enfrentar Antero de Quental num duelo de espadas, a quem apodou de cobarde por ter insultado o cego e velhinho António Feliciano de Castilho. Ramalho ficou fisicamente ferido no duelo travado, em 6 de fevereiro de 1866, no Jardim de Arca d'Água.
No ano seguinte, em 1867, visitou a Exposição Universal em Paris, de que resultou o livro Em Paris, primeiro de uma série de livros de viagens. Insatisfeito com a sua situação no Porto, mudou-se para Lisboa com a família, obtendo uma vaga para oficial da Academia das Ciências de Lisboa.

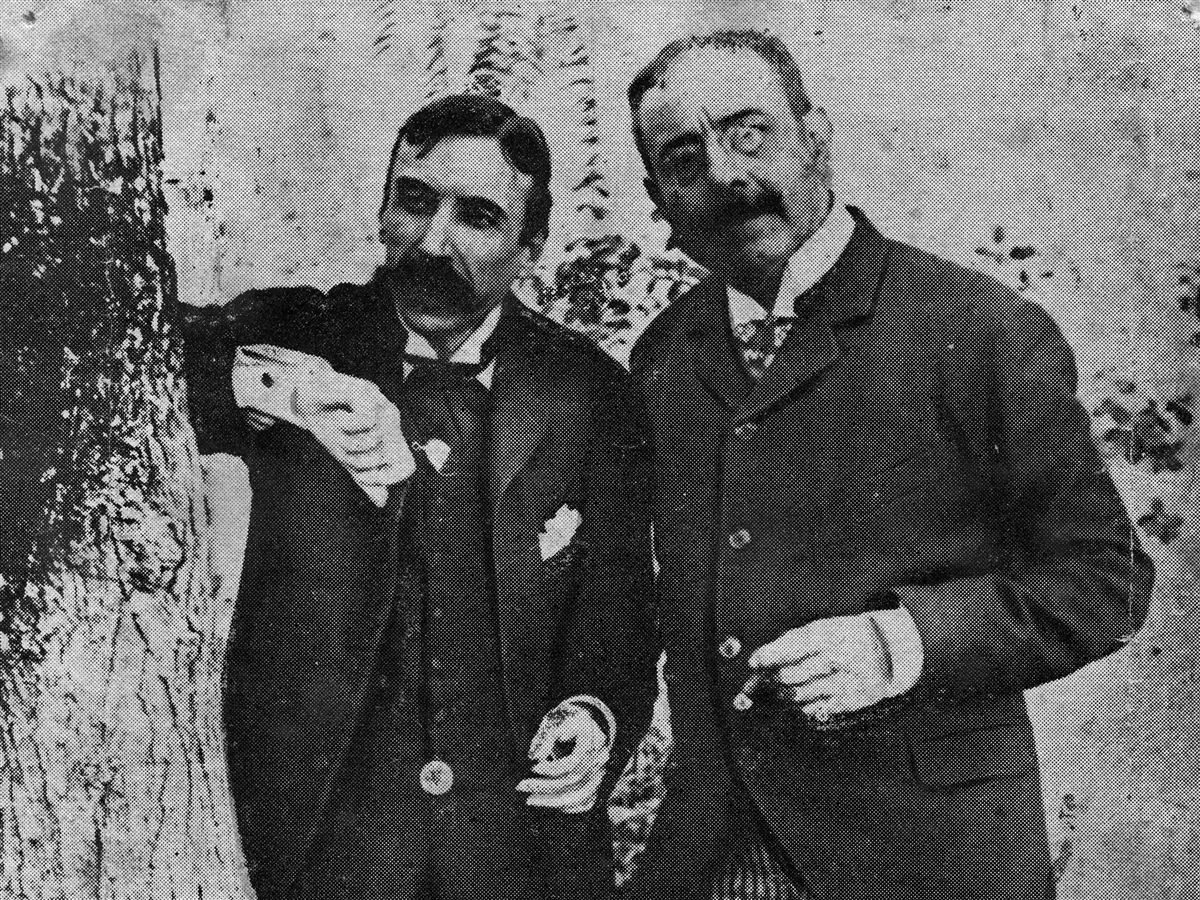
Eça Queirós e Ramalho Ortigão, seu melhor amigo

Reencontrou em Lisboa o seu ex-aluno Eça de Queirós e com ele escreveu um "romance execrável" (classificação dos autores no prefácio de 1884): O Mistério da Estrada de Sintra (1870), que marcou o aparecimento do romance policial em Portugal. No mesmo ano, Ramalho Ortigão publicou ainda Histórias cor-de-rosa e iniciou a publicação de Correio de Hoje (1870–71). Em parceria com Eça de Queiroz, surgiram em 1871 os primeiros folhetos de As Farpas, do que veio a resultar a compilação em dois volumes sob o título Uma Campanha Alegre. Em finais de 1872, o seu amigo Eça de Queiroz partiu para Havana exercer o seu primeiro cargo consular no estrangeiro, continuando Ramalho Ortigão a redigir sozinho As Farpas.
Entretanto, Ramalho Ortigão tornara-se uma das principais figuras da chamada Geração de 70. Aconteceu-lhe o que ocorreu a quase todos os membros dessa geração. Numa primeira fase, pretendiam aproximar Portugal das sociedades modernas europeias, cosmopolitas e anticlericais. Desiludidos com as luzes europeias do progresso material, porém, voltaram-se, numa segunda fase, para as raízes de Portugal e para o programa de um "reaportuguesamento de Portugal". Foi dessa segunda fase que resultou a constituição do grupo "Os Vencidos da Vida", do qual fizeram parte, além de Ramalho Ortigão, o Conde de Sabugosa, o Conde de Ficalho, o Marquês de Soveral, o Conde de Arnoso, Antero de Quental, Oliveira Martins, Guerra Junqueiro, Carlos Lobo de Ávila, Carlos de Lima Mayer e António Cândido. À intelectualidade proeminente da época juntava-se então a nobreza, num último esforço para restaurar o prestígio da Monarquia, tendo o Rei D. Carlos I, significativamente, sido eleito por unanimidade "confrade suplente do grupo".
Na sequência do regícidio, em 1908, escreveu Rei D. Carlos: o martyrizado. Com a implantação da República, em 1910, pediu imediatamente a Teófilo Braga a demissão do cargo de bibliotecário da Real Biblioteca da Ajuda, escrevendo-lhe que se recusava a aderir à República "engrossando assim o abjecto número de percevejos que de um buraco estou vendo nojosamente cobrir o leito da governação". Saiu em seguida para um exílio voluntário em Paris, onde começou a escrever as Últimas Farpas (1911–1914) contra o regime republicano. O conjunto de As Farpas, mais tarde reunidas em 15 volumes, a que há que acrescentar os dois volumes das Farpas Esquecidas, e o referido volume das Últimas Farpas, foi a obra que mais o notabilizou, escrita num português muito rico, com intuitos pedagógicos, sempre muito crítico e revelando fina capacidade de observação. Eça de Queiroz escreveu que Ramalho Ortigão, em As Farpas, "estudou e pintou o seu país na alma e no corpo".
Regressou a Portugal em 1912 e, em 1914, dirigiu a célebre Carta de um velho a um novo, a João do Amaral, onde saudou o lançamento do movimento de ideias políticas denominado Integralismo Lusitano:
"A orientação mental da mocidade contemporânea comparada à orientação dos rapazes do meu tempo estabelece entre as nossas respectivas cerebrações uma diferença de nível que desloca o eixo do respeito na sociedade em que vivemos obrigando a elite dos velhos a inclinar-se rendidamente à elite dos novos".
Vítima de cancro, recolheu-se na casa de saúde do Dr. Henrique de Barros, na então Praça do Rio de Janeiro, em Lisboa, falecendo em 27 de setembro de 1915, na sua casa da Calçada dos Caetanos, na freguesia da Lapa.
Foi Comendador da Ordem de Cristo e Comendador da Imperial Ordem da Rosa do Brasil. Além de bibliotecário na Real Biblioteca da Ajuda, foi secretário e oficial da Academia Nacional de Ciências, vogal do Conselho dos Monumentos Nacionais, membro da Sociedade de Geografia de Lisboa, da Academia das Belas Artes de Lisboa, do Grémio Literário, do Real Gabinete Português de Leitura do Rio de Janeiro, e da Sociedade de Concertos Clássicos do Rio de Janeiro. Em Espanha, foi-lhe atribuído o grau de Excelentíssimo Senhor Grã-Cruz da Real Ordem de Isabel a Católica e foi membro da Academia de História de Madrid, da Sociedade Geográfica Real de Espanha, da Real Academia de Bellas Artes de San Fernando, da Unión Iberoamericana e da Real Academia Sevillana de Buenas Letras.
Foram impressas duas notas de 50$00 Chapa 6 e 6A de Portugal com a sua imagem.

## Obras
- Litteratura de hoje (1866).
- Em Pariz (1868).
- Historias cor-de-rosa (1869).

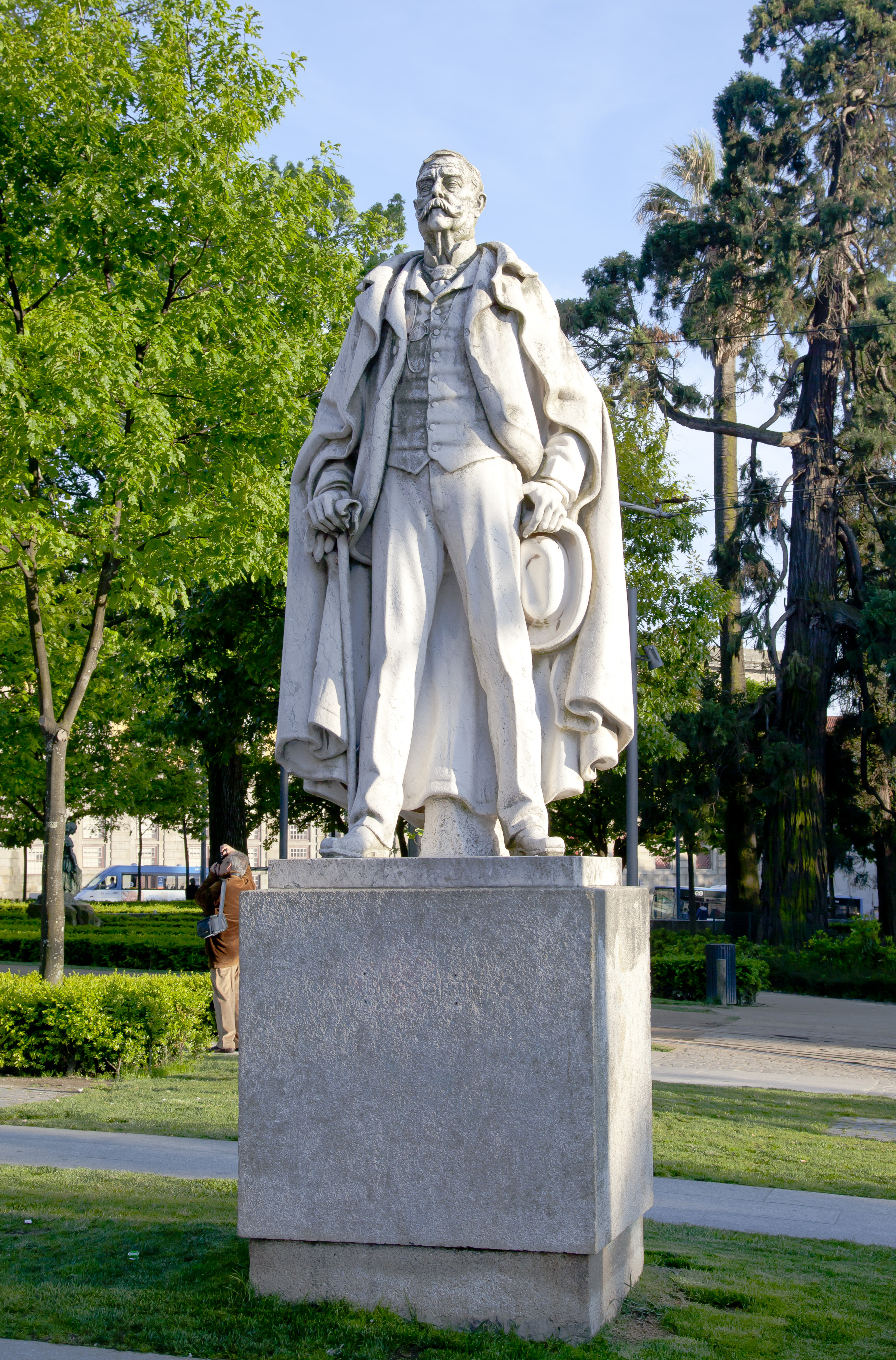
Estátua de Ramalho Ortigão no Porto.

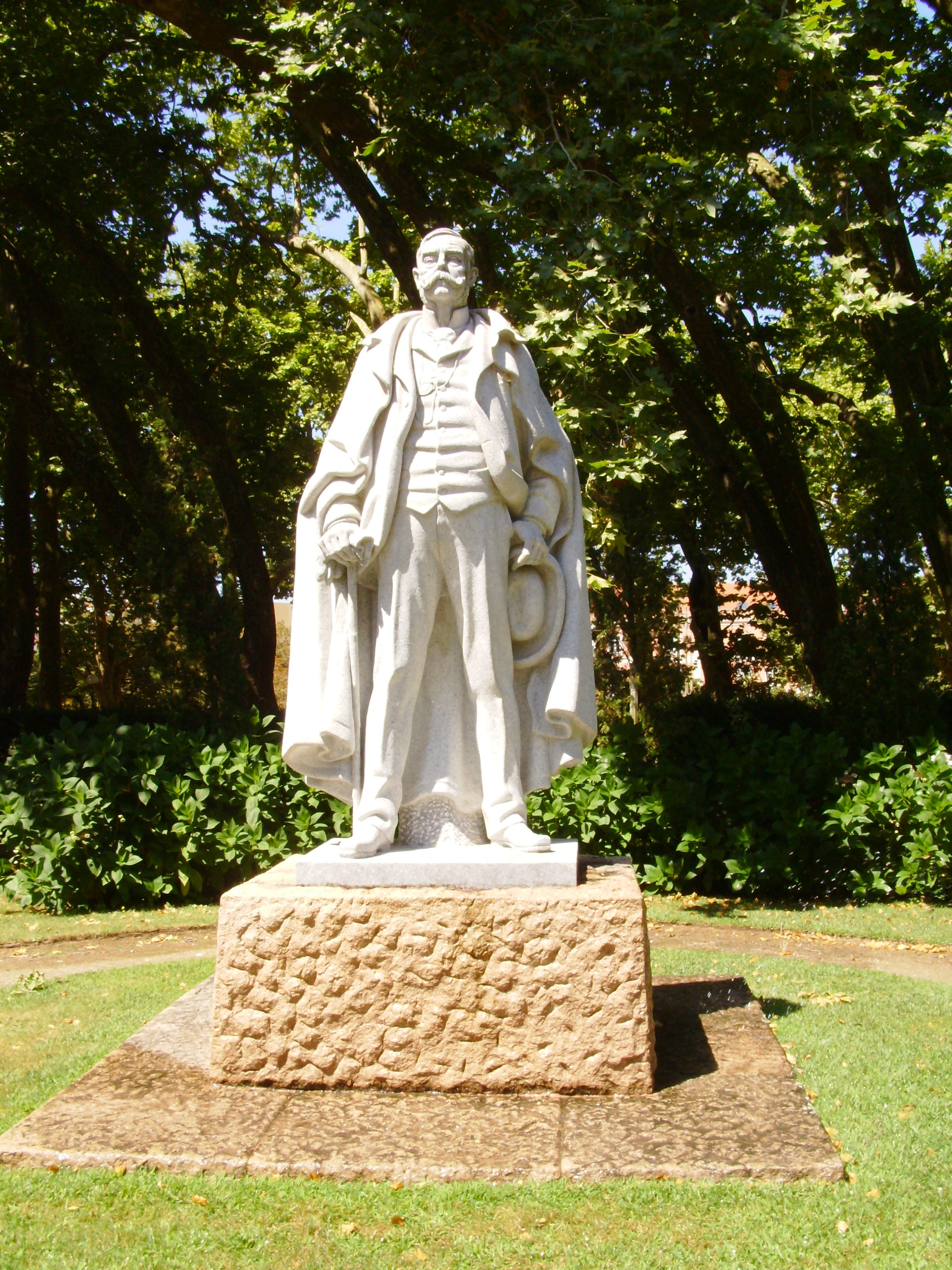
Estátua de Ramalho Ortigão por Leopoldo de Almeida (Parque D. Carlos I, Caldas da Rainha.)

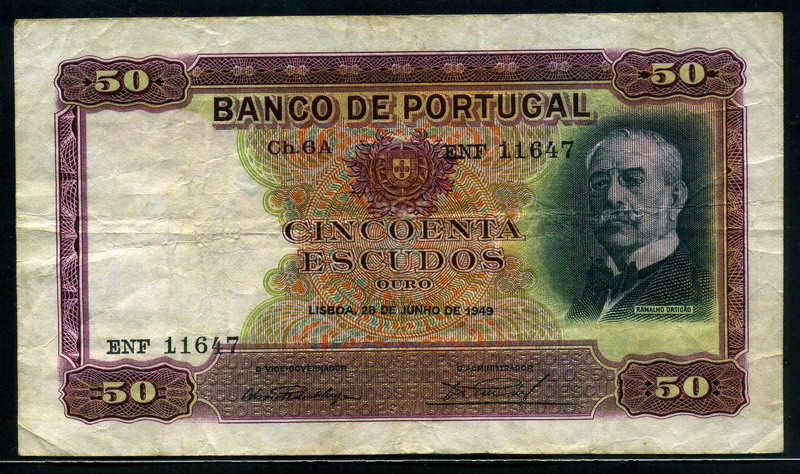
nota de 50 escudos de José Duarte

- O mysterio da estrada de Cintra (1870, com Eça de Queiroz).
- Correio de hoje (1870–71).
- Biographia de Emília Adelaide Pimentel (1871).
- As Farpas (1871–72, com Eça de Queiroz).
- As Farpas (1871–1882).
- Banhos de caldas e aguas mineraes (1875).
- As praias de Portugal (1876).
- Theophilo Braga: esboço biographico (1879).
- Notas de viagem, Pariz e a exposic̦ão universal (1878–1879) (1879).
- A Instrucção Secundaria na Camara dos Senhores Deputados (1883).
- A Hollanda (1883).
- John Bull, depoimento de uma testemunha ácerca de alguns aspectos da vida e da civilisação ingleza. (1887).
- O culto da Arte em Portugal (1896). (eBook)
- Rei D. Carlos: o martyrizado (1908).
- Últimas Farpas (1911–14).
- Carta de um Velho a um Novo (1914).
- Pela terra alheia; notas de viagem, 1878–1910 (1916).